# ヒュームの法則

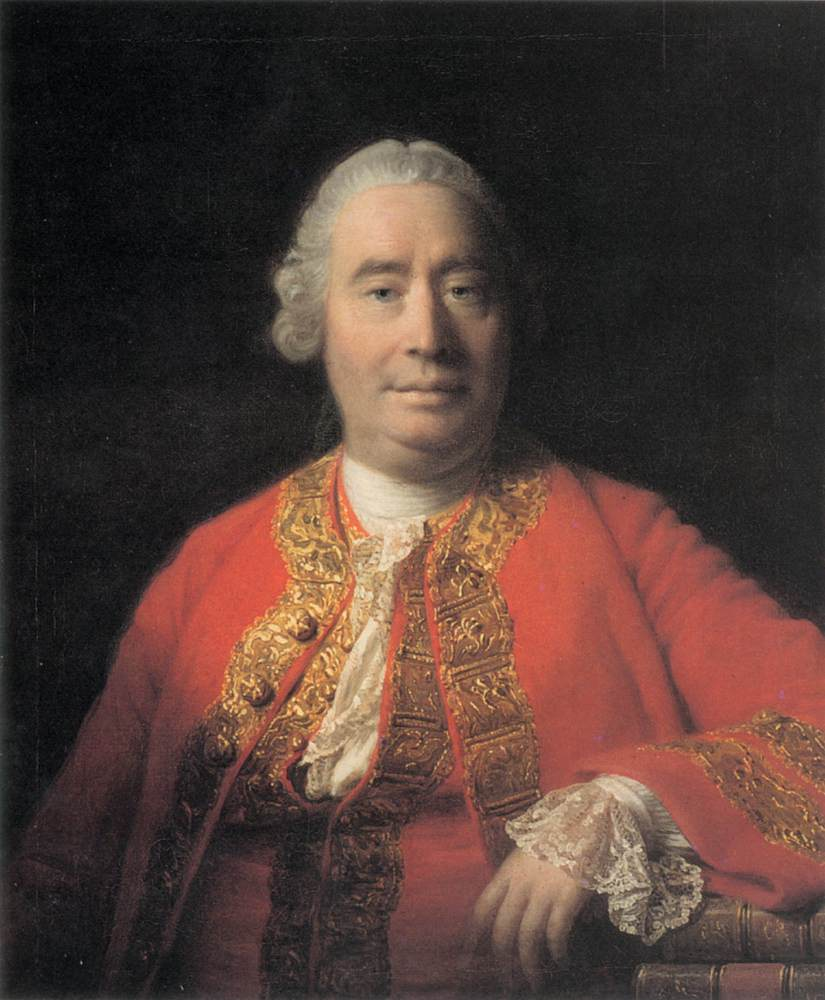
デイヴィッド・ヒュームが『人間本性論』の中で "is-ought "の問題を提起した。

ヒュームの法則（ヒュームのほうそく Hume's law）とは、「Is–ought problem」と通常よばれる論題に付けられた別称であり、記述的な言明（descriptive statements 「～である（is）」)からは、規範的な言明（prescriptive statements 「～すべき（ought）」)は導き出せないという、デイヴィッド・ヒュームによる主張を典拠とする。スコットランドの哲学者で歴史家のデイヴィッド・ヒュームによって明確に述べられたもので、ある人が「である（is）」という事実のみに基づいて「べきである（ought）」という主張をする際に生じる。ヒュームは、記述的言明（何が「である」かについての言明）と規範的言明（何が「べきである」かについての言明）の間には重要な違いがあり、記述的言明から規範的言明へと首尾一貫して移行する方法は明白ではないと考えた。また、倫理的あるいは判断的な結論が純粋に記述的な事実の言明から推論できないという主張である。
同様の見解は、G. E. ムーアの未決問題論法によって擁護されており、これは道徳的特性と自然的属性のいかなる同一視も反駁することを意図している。この同一視は、自然主義的誤謬を誤謬とは見なさない倫理的自然主義者によって主張されている。
「Is-ought問題」は、認識論における事実と価値の区別と密接に関連している。これらの用語はしばしば互換的に使用されるが、後者に関する学術的議論は倫理学に加えて美学も包含することがある。

## 概要
デイヴィッド・ヒュームは『人間本性論』第三巻第一部第一節「道徳的区別は理性から来ない」末段において道徳的判断は理性的推論によって導かれないことを主張した。ヒュームの法則はその議論の一環である。しかし、それは――20世紀以降の英米のメタ倫理学における注目とは裏腹に――ヒューム自身の中心的な論点ではなく、彼の倫理学における扱いは思いのほか軽い。現にそれはその節の最後の一段落で申し訳程度に述べられているのみであり、これ以降の箇所でのヒュームの哲学や倫理学の理論において言及されておらず、能動的役割を果たしてもいない。つまり、「それは先行する論点を補援し、その応用として因みに、付随的に加えられた『いささか重要な』論述にすぎない」（杖下, p. 148）。
ヒュームは、ought-文がis-文からどのように導き出されるかの説明がない場合、そのような推論に対して注意を呼びかけている。しかし、正確にはどのように「べきである」は「である」から導き出されるのか。ヒュームの小さな段落から促された、この問いは倫理理論の中心的な問いの一つとなり、ヒュームはそのような導出は不可能であるという立場を通常割り当てられる。
この直後に「ところで、道義の体系を説いた人々はこうした〔理由を与えるという〕用心をしないのが普通である。それゆえ、私は読者がこれをするように敢えて勧めよう。そして私は堅く信ずるが、この僅かな注意は道徳性に関する一切の卑俗な体系を覆すであろう」 と続く。以上、ヒューム自身の叙述に即すると、「である」から「べし」へと短絡する道徳論にひそむ論理の飛躍を看破しつつも、懐疑論はそれら規範意識（や価値判断）を頭から否認し去るのでなく、その飛躍を埋める理由（そこで自明視された暗黙の前提など）を明らかにすべきことを説いた、とも読める。しかし後世もっぱら、存在と当為とを峻別して事実命題から価値命題（や規範）への推論の不可能性を説く禁則として受け取られてきた。その場合、価値観（望ましい）と規範（すべし）と重ねられがちであるが、望ましいからと言って必ずしも《しなければならない（すべき）》とまでは強制できない不完全義務の場合（慈善、親切等）、あるいは倫理道徳とは別に審美的価値がある場合、あるいは何か価値あることが直ちに何かをなすべきだと命じる規範になるのか、についても批判にさらされる。
類似した事柄はG・E・ムーアも『倫理学原理』において述べており、彼はあることが自然であることを根拠に道徳的判断を導いたり（例えば「～するのがあたりまえである」から「だから～すべきだ」）、それをもって善を定義づけることは不可能であると主張した。こちらは自然主義的誤謬と呼ばれている。
『倫理学原理』にヒュームの一節への言及は無いが、ムーアに影響された人々はその先駆としてヒュームを引用し、中でもリチャード・マーヴィン・ヘア『自由と理性』 はこれらIs-ought problemに「ヒュームの法則」なる別称を与えることになった。
現代では、「ヒュームの法則」はしばしば、推論者が非道徳的な事実的前提にのみアクセスできる場合、推論者は道徳的言明の真理を論理的に推論できないという非形式的な主張を表す。より広く言えば、評価的言明（美的言明を含む）は非評価的言明から推論できないということである。ヒュームの法則の代替的な定義は、「もしPがQを含意し、Qが道徳的であるならば、Pは道徳的である」というものである。この解釈に基づく定義は、爆発の原理の抜け穴を避ける。他のバージョンでは、is-ought のギャップは技術的には道徳的前提なしに形式的に架橋できるが、形式的に「空虚」または「無関係」な方法でのみ可能であり、「指針」を提供しないと述べている。例えば、「太陽は黄色い」から「太陽は黄色いか、殺人は悪い」を推論することができる。しかしこれは関連する道徳的指針を提供しない；矛盾がない限り、「殺人は悪い」という結論は非道徳的前提のみからは演繹的に推論できないと支持者は主張する。

## 含意
「である」と「べきである」の言明の間の明らかなギャップは、ヒュームの分岐と組み合わされると、「べきである」言明の妥当性に疑問を投げかける。ヒュームの分岐とは、すべての知識項目が論理と定義に基づくか、あるいは観察に基づくという考えである。is-ought問題が成立するならば、「べきである」言明はこれら二つの方法のいずれによっても知られるとは思われず、道徳的知識は存在し得ないことになる。道徳的懐疑主義と非認知主義はそのような結論に取り組む。

## 応答

### oughtと目標
倫理的自然主義者は、道徳的真理が存在し、その真理値が物理的現実に関する事実と関連していると主張する。多くの現代の自然主義的哲学者は、目標志向的行動を分析する際には「である」から「べきである」を導き出す上で乗り越えられない障壁はないと考えている。彼らは「エージェントAが目標Bを達成するためには、Aは合理的にCをすべきである」という形式の言明はカテゴリー錯誤を示さず、事実によって検証または反証され得ると示唆する。「べきである」は、目標の存在に照らして存在するのである。この応答に対する反論は、それが単に「べきである」を主観的に価値づけられた「目標」に押し戻すだけであり、したがって根本的に異なる目標の道徳的価値を区別する基礎を提供しないということである。この反論に対する弁証法的自然主義の応答は、個々の目標がある程度の主観性を持つことは事実だが、目標の存在が可能になるプロセスは主観的ではない、つまり、主観性を持つ有機体の出現は客観的な進化のプロセスを通じて発生したということである。この弁証法的アプローチはさらに、主観性は発展的プロセスの結果であり、最高点における客観性として概念化されるべきだと述べる。
これは道徳哲学者のアラスデア・マッキンタイアによる研究に類似している。彼は、西洋で倫理的言語が人間のテロス（目的または目標）への信念の文脈で発展したため、goodやbadなどの私たちの継承された道徳的言語が、特定の行動がそのテロスの達成をどのように促進するかを評価する機能を持ち、持ち続けていることを示そうとする。したがって、評価能力において、goodとbadはカテゴリー錯誤を犯すことなく道徳的重みを持つ。例えば、紙を簡単に切ることができないはさみは、その目的を効果的に果たせないため、正当にbadと呼ぶことができる。同様に、人が特定の目的を持つと理解されるならば、行動はその目的に照らして良いか悪いかと評価できる。より平易な言葉で言えば、人が自分の目的を果たすとき、その人は良い行動をしているのである。
「べきである」という概念が意味を持つとしても、これは必ずしも道徳性を含む必要はない。これは、一部の目標が道徳的に中立であるか、（もし存在するならば）道徳に反する可能性があるためである。毒殺者は犠牲者が死んでいないことに気づき、例えば「もっと毒を使うべきだった」と言うかもしれない。なぜなら彼の目標は殺人だからである。道徳的実在論者の次の課題は、「道徳的べき」とは何を意味するのかを説明することである。

### ディスコース倫理学
ディスコース倫理学の支持者は、談話行為そのものが特定の「べきである」を含意すると主張する。つまり、談話の参加者によって必然的に受け入れられる特定の前提があり、それらを用いてさらに規範的言明を導き出すことができる。したがって、彼らは、is-ought問題に基づいて倫理的立場を論証的に主張することは、これらの暗黙の前提と矛盾するため、一貫性を欠くと主張する。

### 道徳的べきである
マッキンタイアが説明したように、人々に固有の目的があれば、人は善き人と呼ばれることがある。多くの倫理的システムはそのような目的に訴える。これは、何かが思考する者全員がそれが間違っていると信じていても間違っていることがあるという（道徳性についての生の事実の考え）、ある種の道徳的実在論に当てはまる。倫理的実在論者は、特に倫理的非自然主義者である場合、人間は目的（例えば神に仕えるため）のために創造されたと示唆するかもしれない。倫理的実在論者が代わりに倫理的自然主義者である場合、彼らは人間が進化してきたという事実から始め、ある種の進化倫理学を追求するかもしれない（これは道徳主義的誤謬を「犯す」リスクがある）。
すべての道徳的システムが人間のテロスや目的に訴えるわけではない。これは、人々が自然な目的を持つかどうか、またはその目的が何であるかが明白ではないためである。多くの科学者は目的論（自然における傾向）を認識しているが、それに訴える哲学者はほとんどいない（今度は、自然主義的誤謬を避けるため）。
目標依存のoughtは、人間固有の目的への訴えがなくても問題に直面する。例えば、何であれ、善くあろうという欲求がない場合を考えてみよう。例えば、ある人が善くありたいと望み、善いことが手を洗うことを意味するならば、その人は道徳的に手を洗うべきであるように思われる。道徳哲学におけるより大きな問題は、誰かが何であれ、その起源にかかわらず、善くあることを望まないとどうなるかである。簡単に言えば、どのような意味で私たちは「善」を価値として保持すべきなのか、あるいはそれを追求すべきなのか。「どのように私は合理的に『善』を価値として保持するよう要求されるのか、あるいはそれを追求するよう要求されるのか」と問うことができるように思われる。
上記の問題は、重要な倫理的相対主義の批判の結果である。たとえ「べきである」が目標に依存するとしても、その「べきである」は人の目標によって変わるように思われる。これは、人は自分自身の、自己割り当ての目標を達成するかどうかによってのみ善き人と呼ばれ得ると言う倫理的主観主義者の結論である。アラスデア・マッキンタイア自身は、人の目的は文化から来ると示唆しており、彼をある種の倫理的相対主義者としている。倫理的相対主義者は何が正しいかについての局所的な制度的事実を認めるが、これらは社会によって変わりうる事実である。したがって、客観的な「道徳的目標」がなければ、道徳的「べきである」を確立することは難しい。G. E. M. アンスコムはこの理由で「べきである」という言葉に特に批判的だった。「我々はこれこれを必要とし、このようにしてのみそれを得るだろう」と理解されるからである—というのも、誰かが不道徳なものを必要とするかもしれないし、あるいは彼らの高貴な必要が不道徳な行動を要求するかもしれないからである:19。アンスコムは「義務と責務の概念—つまり道徳的義務と道徳的責務、およびモラル的に正しいことと間違っていること、そして「べきである」の道徳的意味は、心理的に可能であれば、放棄されるべきである」とさえ示唆している:1。
もし道徳的目標が個人的な仮定や公的な合意に依存するなら、道徳全体もそうかもしれない。例えば、カナダは地球全体の福祉を最大化することを善いと呼ぶかもしれないが、市民のアリスは自分自身に焦点を当て、次いで家族、そして最後に友人に焦点を当てることを善いと呼ぶかもしれない（見知らぬ人への共感はほとんどない）。アリスが客観的にあるいは合理的に特定の方法で行動することを要求される—彼女の個人的な価値観や他の人々のグループの価値観とは関係なく—ということはあり得ないように思われる。言い換えれば、「あなたはただこれをすべきである」と言うことはできないかもしれない。さらに、彼女に見知らぬ人を助けるよう説得することは、必然的に彼女がすでに持っている価値観に訴えることを意味するだろう（さもなければ説得する希望すらないだろう）。これは規範倫理学の別の関心事である—拘束力の問題である。
上記の相対主義的批判に対する応答もあるかもしれない。上述したように、非自然的な倫理的実在論者は、人類に対する神の目的に訴えることができる。一方、自然主義的思想家は、人々の幸福を評価することが何らかの意味で「明らかに」倫理の目的であるか、あるいは議論する価値のある唯一の関連する目的であると主張するかもしれない。これは自然法、科学的道徳主義者そして一部の功利主義者によってなされる動きである。

### 制度的事実
ジョン・サールもまた「である」から「べきである」を導き出そうとする。彼は、約束をする行為が定義上、人を義務の下に置き、そのような義務が「べきである」に相当することを示そうとする。この見解はまだ広く議論されており、批判に答えるため、サールは制度的事実の概念をさらに発展させた。例えば、ある建物が実際に銀行であり、ある紙が実際にお金であるということは、それらの制度とその価値の一般的な認識に依存しているように思われる。

### 不定義語
不定義語とは、非常に広範であるため定義できない概念である。むしろ、ある意味で、それら自体とそれらが指す対象が私たちの現実と観念を定義する。その意味は真の定義で述べることはできないが、その意味は代わりに不完全な定義を持つそれらを自明な文に置くことによって参照することができ、その文の真理は反対を矛盾なしに考えることが不可能かどうかによってテストできる。このように、不定義の概念と命題の真理は完全に論理の問題である。
上記の例は「有限部分」と「全体」の概念である。それらは互いを参照せずに定義することはできず、したがってある程度の循環性を伴うが、私たちは「全体はその部分のどれよりも大きい」という自明の文を作り、それによって二つの概念に特有の意味を確立することができる。
これら二つの概念が認められると、「べきである」の文は「記述的」真理によって測られる「である」の文と同様に、「規範的」真理によって測られると言うことができる。「である」判断の記述的真理は、現実（実際または心の中）との対応によって定義され、「べきである」判断の規範的真理はより限定された範囲で定義される—正しい欲求（心の中で考えられ、理性的欲求の中に見出される可能性がある、しかし心や理性的欲求に依存しない物事のより「実際的な」現実の中ではない）との対応によって。
これに対して、「もし心に依存しない物事のより実際的な現実に基づいていないとすでに認められているのであれば、正しい欲求とは何かをどのように知ることができるのか」という疑問が生じるかもしれない。答えの始まりは、「良い」、「悪い」、「正しい」、「間違い」という概念が不定義語であることを考えると見出される。したがって、正しい欲求は適切に定義できないが、自明の規範的真理を通じてその意味を参照する方法が見つかるかもしれない。
道徳的認知主義者が主張する、他のすべての規範的真理が最終的に基づく自明の真理は次のとおりである：「人は自分にとって本当に善いものを欲するべきであり、それ以外のものは欲するべきではない。」「本当の善」と「正しい欲求」という用語は互いに独立して定義することはできず、したがってそれらの定義はある程度の循環性を含むことになるが、述べられた自明の真理は理解しようとする概念に特有の意味を示し、それは（道徳的認知主義者が主張するかもしれないように）矛盾なしにその反対を考えることは不可能である。したがって、何が善いか（特定の善が特定の目的に適しているかどうか、そしてそのような特定の善の所有が生涯を通じてすべての本当の善の総体の所有という一般的な目的と両立する限界において考慮される）についての他の記述的真理と組み合わせると、正しい欲求についての有効な知識体系が生成される。

### 機能主義的反例
哲学者たちは「である」から「べきである」が論理的に導かれる場合を示すいくつかの反例を提供している。まず、ヒラリー・パトナムは、この論争をヒュームの格言まで追跡し、事実/価値の絡み合いを反論として主張している。それらの区別自体が価値を伴うからである。A. N. プライアは、「彼は船長である」という文から「彼は船長がすべきことをすべきである」が論理的に導かれると指摘している。アラスデア・マッキンタイアは、「この時計は時間の計測が極めて不正確で不規則であり、携帯するには重すぎる」という記述から「これは悪い時計である」という評価的結論が有効に導かれると指摘している。ジョン・サールは、「ジョーンズはスミスに5ドル支払うことを約束した」という文から「ジョーンズはスミスに5ドル支払うべきである」が論理的に導かれると指摘する。約束する行為は定義上、約束者に義務を課す。

### 道徳的実在論
フィリッパ・フットは道徳的実在論の立場を採用し、事実に評価が重ねられるとき「新しい次元への関与」があるという考えを批判している。彼女は類推によって「傷害」という言葉を使用する実践的含意を紹介する。何でも傷害とは見なされない。何らかの障害がなければならない。人が傷害によって妨げられるものを欲しいと考えると、古い自然主義的誤謬に陥ったことになるだろうか。彼女は次のように述べる：
「傷害」と避けるべきものとの間に必然的な接続を作る唯一の方法は、それが話者が避けようとするものに適用される場合にのみ「行動指針的な意味」で使用されると言うことかもしれない。しかし、その議論の重要な点を注意深く見て、誰かが手や目の使用を必要とするものを何も欲しくないかもしれないという提案を疑うべきである。手と目は、耳や脚のように、非常に多くの操作に関与しているので、人は彼が欲求を全く持っていない場合にのみ、それらを必要としないと言うことができる
フットは、美徳はこの類推における手や目のように、非常に多くの操作に大きく関与しているため、その善さを示すために非自然主義的次元への関与が必要であると考えることは信じがたいと主張する。
「善い」が誠実な評価で使用されるためには実際の行動が必要だと考えてきた哲学者たちは、意志の弱さについて困難に陥っており、美徳を目指し悪徳を避けるための理由を人が持っていることを示すことができれば十分であることに同意すべきである。しかし、美徳と悪徳として数えられるものの種類を考えると、これは不可能に困難だろうか？例えば、枢要徳、思慮、節制、勇気、正義を考えてみよう。明らかに、どんな人も思慮を必要とするが、害を伴う場合に快楽の誘惑に抵抗する必要もないだろうか？そして、ある善のために恐れるものに立ち向かう必要がないことをどのように主張できるだろうか？節制や勇気が善い性質ではないと誰かが言ったとしたら、それが何を意味するのかは明らかではない。これはこれらの言葉の「称賛」の意味のためではなく、勇気と節制が何であるかのためである

### 誤解
ヒラリー・パトナムは、ヒュームの「is-ought」の区別を受け入れる哲学者たちがその理由を拒否し、それによって主張全体を弱めると主張する。
様々な学者はまた、ヒュームがis-ought問題を論じたその作品で、ヒューム自身が「である」から「べきである」を導いていることを指摘している。ヒュームのこのような一見矛盾は、ヒュームが最初からis-ought問題を主張していたのか、あるいは「べきである」の推論はできるが適切な論証でのみできると考えていたのかという継続的な議論につながっている。